# Lates japonicus
Lates japonicus är en fiskart som beskrevs av Masao Katayama och Taki, 1984. Lates japonicus ingår i släktet Lates och familjen Latidae. Inga underarter finns listade i Catalogue of Life.
De största exemplaren kan väga 33 kilogram.
Denna fisk förekommer i havet samt i angränsande floder och insjöar i Japan. Den hittas på öarna Shikoku och Kyushu samt sällan på Honshu. Arten jagar andra vattenlevande djur. Lates japonicus når en längd upp till 100 centimeter. Parningen och äggläggningen sker mellan juni och augusti i havet.
Lates japonicus fångas som matfisk. En population i Miyazaki prefektur försvann efter ett hamnbygge. Även i andra regioner försvinner lämpliga platser för äggläggningen på grund av byggprojekt. IUCN listar arten som sårbar (VU).